# فيكتور أكينو
فيكتور أكينو (بالإسبانية: Víctor Aquino)‏ (26 نوفمبر 1985 في باراغواي - ) هو مدرب كرة قدم ولاعب كرة قدم باراغواياني في مركز الهجوم. لعب مع نادي أتليتيكو بيلغرانو ونادي بالستينو ونادي ماريتيمو وناسيونال أسونسيون ونيولز أولد بويز وCrucero del Norte ‏ وClub Sportivo San Lorenzo ‏ وديبورتيس توليما واستوديانتس دي التاميرا ‏ وDeportivo Santaní ‏.

## وصلات خارجية
- فيكتور أكينو على موقع قاعدة بيانات كرة القدم.إي يو (الإنجليزية)
- فيكتور أكينو على موقع Soccerway.com (الإنجليزية)
- فيكتور أكينو على موقع عالم كرة القدم.نت (الإنجليزية)